# かおりくみこ スーパー・ベスト
『かおりくみこ スーパー・ベスト』は、かおりくみこのベスト・アルバム。

## 概要
デビュー曲「白い鳩をみた」を始め、数々ヒットのアニメソング、テレビドラマ主題歌。「小野木久美子」での歌唱も含めた全24曲。

## 収録曲
・1～3：銀河鉄道999トリロジー
・4～15：アニメ・ソングの世界
・16～20：ドラマ主題歌の世界
・21～24：かおりくみこ・レアリティーズ
1. さよなら(“SAYONARA”日本語版) 　/ かおりくみこ 
  - アニメ映画『さよなら銀河鉄道999-アンドロメダ終着駅-』
2. やさしくしないで 　/ かおりくみこ 
  - アニメ映画『銀河鉄道999』
3. 想い出なみだ色 　/ かおりくみこ 
  - テレビアニメ『銀河鉄道999』
4. 樫の木モック 　/ 小野木久美子、コロムビアゆりかご会
  - テレビアニメ『樫の木モック』オープニングテーマ
5. ゴーゴーモック 　/ 小野木久美子、コロムビアゆりかご会 
  - テレビアニメ『樫の木モック』
6. ボクは悲しい木の人形 　/ 小野木久美子、ムーン・ドロップス
  - テレビアニメ『樫の木モック』
7. 若草のシャルロット 　/ かおりくみこ 
  - テレビアニメ『若草のシャルロット』オープニングテーマ
8. メイフラワー 　/ かおりくみこ、フィーリング・フリー
  - テレビアニメ『若草のシャルロット』エンディングテーマ
9. エリカのバラード 　/ かおりくみこ、大倉正丈
  - テレビアニメ『闘将ダイモス』エンディングテーマ
10. どうぶつえんのこもりうた
  - テレビアニメ『まんがこども文庫』
11. レッド・ブルー・イエロー　/ かおりくみこ、こおろぎ'73、コロムビアゆりかご会 
  - テレビアニメ『宇宙大帝ゴッドシグマ』エンディングテーマ
12. Lはラブリー 　/ かおりくみこ、ザ・チャープス
  - テレビアニメ『The・かぼちゃワイン』オープニングテーマ
13. トキメキ・サンシャイン 　/ かおりくみこ 
  - テレビアニメ『The・かぼちゃワイン』
14. ハートフル ホットライン 　/ かおりくみこ 
  - テレビアニメ『ビデオ戦士レザリオン』エンディングテーマ
15. パンツァー・メッフェン ～ローラとスージー～　/ かおりくみこ、大杉久美子
  - OVA『デルパワーX 爆発みらくる元気!!』
16. .1・2・3と4・5・ロク 　/ 小野木久美子、コロムビアゆりかご会 
  - テレビドラマ『1・2・3と4・5・ロク』オープニングテーマ
17. .青春虹の橋 　/ かおりくみこ、こおろぎ'73 
  - テレビドラマ『がんばれ!レッドビッキーズ』オープニングテーマ
18. 湧きあがれ雲 　/ かおりくみこ 
  - テレビドラマ『天を走れ!愛馬マックス』オープニングテーマ
19. ひとつの愛のうた 　/ かおりくみこ 
  - テレビドラマ『天を走れ!愛馬マックス』エンディングテーマ
20. マジカル・ナイト 　/ 小野木久美子 
  - テレビドラマ『ザ・スーパーガール』エンディングテーマ
21. 白い鳩をみた 　/ 小野木久美子 (“ジュニア・ポップス・シリーズ”より) *デビュー･シングル
22. 夕暮れの鐘 　/ 小野木久美子 *「白い鳩をみた」C/W曲
23. 結婚行進曲 　/ かおりくみこ、大倉正丈 (“ぱくぱくポケットレコード”より)
24. とびだせ！パンポロリン 　/ かおりくみこ、ギャングス
  - テレビ番組『とびだせ!パンポロリン』